# Asmate carmen
Asmate carmen är en fjärilsart som beskrevs av Karl Schawerda 1927. Asmate carmen ingår i släktet Asmate och familjen mätare. Inga underarter finns listade i Catalogue of Life.